# Purple Rain (musikalbum)
Purple Rain är ett studioalbum av Prince och hans band The Revolution från 1984 och utgör soundtracket till filmen Purple Rain. Purple Rain är Princes sjätte studioalbum.
Albumet blev Princes stora genombrott och låg etta på Billboards albumlista 24 veckor i rad. Purple Rain vann en Oscar för bästa soundtrack och två Grammys för bästa soundtrack och bästa rockframträdande av duo eller grupp (Prince and the Revolution). Albumet genererade flera hitlåtar, däribland "When Doves Cry" och "Let's Go Crazy" som båda toppade Billboards singellista. Rockballaden "Purple Rain" låg tvåa på listan och är en av Princes mest kända låtar. Albumet har sålt i 25 miljoner exemplar världen över och är Princes bäst säljande album.
Purple Rain finns ibland med på listor över musikhistoriens bästa album. Musikkanalen VH1 sammanställde 2001 en lista över de 100 bästa albumen genom tiderna; där placerades Purple Rain på plats 18. År 2007 utsåg tidskriften Vanity Fair Purple Rain till tidernas bästa soundtrack. Tidskriften beskrev soundtracket som en felfri kombination av "funk, R&B, pop, metal, and even psychedelia into a sound that defined the '80s."
År 2007 uppträdde Prince i Super Bowls halvtidsshow i Miami. Där framförde han bland annat tre av låtarna från Purple Rain: "Let's Go Crazy", "Baby I'm a Star" och "Purple Rain". Att det regnade över utomhusarenan passade bra ihop med avslutningslåten "Purple Rain".
När Al Gores hustru Tipper Gore köpte Purple Rain till sin 11-åriga dotter blev hon upprörd över de sexuella anspelningarna i texten till låten "Darling Nikki". Detta bidrog till att hon var med och grundade Parents Music Resource Center 1985. Centret påverkade så att det infördes varningsetiketter på album med kontroversiella sångtexter, "Parental Advisory". Centret gjorde en lista över de 15 låtar man ogillade mest – The Filthy Fifteen. "Darling Nikki" var med på den listan, så även Sheena Eastons låt "Sugar Walls" (komponerad av Prince).

## Låtlista
| 1. | Let's Go Crazy                                                              | 4:39 |
| 2. | Take Me With U                                                              | 3:54 |
| 3. | The Beautiful Ones                                                          | 5:13 |
| 4. | Computer Blue (Prince, John L. Nelson, Wendy & Lisa; okrediterad: Dr. Fink) | 3:59 |
| 5. | Darling Nikki                                                               | 4:14 |

| 1. | When Doves Cry  | 5:54 |
| 2. | I Would Die 4 U | 2:49 |
| 3. | Baby I'm a Star | 4:24 |
| 4. | Purple Rain     | 8:41 |

## Medverkande
- Prince – sång, bakgrundssång, sologitarr, piano med mera
- Wendy Melvoin – gitarr, sång (1–2, 4, 7–9)
- Lisa Coleman – keyboards, sång (1–2, 4, 7–9)
- Matt Fink – keyboards, sång (1–2, 4, 7–9)
- Brown Mark – basgitarr, sång (1–2, 4, 7–9)
- Bobby Z. – trummor, slagverk (1–2, 4, 7–9)
- Novi Novog – violin, viola (2, 8–9)
- David Coleman – cello (2, 8–9)
- Suzie Katayama – cello (2, 8–9)
- Apollonia – sång (2)
- Jill Jones – bakgrundssång (8)

## Singlar
- "When Doves Cry" (#1 The Billboard Hot 100)
- "Let's Go Crazy" (#1 The Billboard Hot 100)
- "Purple Rain" (#2 The Billboard Hot 100)
- "I Would Die 4 U" (#8 The Billboard Hot 100)
- "Take Me With U" (#25 The Billboard Hot 100)[4]